# Lamprosema inferioralis
Lamprosema inferioralis là một loài bướm đêm trong họ Crambidae.